# Castell de Benaguasil
El Castell de Benaguasil s'alçava a la part més antiga del nucli urbà de la població valenciana del Camp de Túria, a la plaça del Castell, i concretament al voltant de l'actual seu de la Unió Musical, per a la construcció es van derrocar les últimes restes de la fortalesa a 1978.
Erigit amb gairebé total seguretat en la segona meitat del segle xii, va haver de ser un important bastió d'acord amb la superfície que ocupava i de les descripcions i al·lusions que d'ell s'han conservat. En l'actualitat, a part de restes a nivell arqueològic, l'element millor conservat del castell que pot observar-se és l'anomenada "Antiga Presó", dependència que ha quedat englobada dins de l'edifici de la Unió Musical, i que amb anterioritat va ser utilitzada com a presó.
Fou declarat Monument el 2 de juliol de 2004 per la Direcció General de Belles Arts i Béns Culturals per la qual s'inscriu el Castell de Benaguasil en el Registre General de Béns d'Interès Cultural amb la categoria de Monument, i la Resolució de 29 d'agost de 2005, de la Direcció General de Patrimoni Cultural Valencià per la qual s'acorda incoar expedient per a la delimitació de l'entorn de protecció del castell. Té com a codi: 46.11.051-006 i anotació M º: RI-51-0011199, amb data 2/7/2004.

## Història
El castell i les defenses urbanes segurament foren construïdes entre 1147 i 1172, tot i que entre 1184 i 1199 es va reconstruir, reforçar, millorar i adornar les muralles urbanes i el castell.
L'any 1237, arran de la conquesta pel Jaume I apareix Benaguasil en el llibre del Repartiment com a vila (població emmurallada i amb mesquita) que tenia a més un castell. Durant l'estiu de 1348, les viles de Paterna i Benaguasil es van aixecar en armes contra la Unió. Els unionistes van atacar Paterna i la van prendre per assalt. Benaguasil va ser voltat i talats els camps del seu terme municipal. Pere de Xèrica, Governador de València, que encapçalava el grup de nobles favorables als interessos del rei Pere II d'Aragó, va acudir amb les seves hosts en socors de Benaguasil i va obligar els rebels unionistes a aixecar el setge. El 1403, durant les lluites entre les cases nobles valencianes dels Centelles i els Vilaragut, els primers troben refugi al castell. La confiança en la fortalesa del seu castell i de les seues potents muralles, s'adverteix en el nombre de vegades que l'esmentada família es va acollir a la seva protecció fins a 1412 en què van finalitzar les lluites, amb la victòria dels Centelles. Les instruccions donades per Pere II d'Aragó, que en 1364 va manar que: "Els castells murs o fortalezes de Benaguazir .... templa derrocades de present que ia no puxen esser tornades..." i per l'emperador Carles I d'Espanya a 1527, arran de la revolta dels moros de Benaguasil perquè destruïssin les muralles i el castell, no van ser dutes a terme, ja que en les cartes pobles de 1611 i 1613, els nous pobladors tenien l'obligació de "conservar per sempre al seu càrrec, les muralles, portals, portes i presó (castell) de la vila ". El recinte emmurallat apareix de nou citat en un plec de contestació a les condicions de repoblació ofertes pel Duc de Sogorb, en una modificació a la carta de poblament de 1611 al punt XXXII, els pobladors supliquen al Duc que "ordeni rebaixar les muralles perquè entre l'aire". A partir del segle xviii es produeix un gran creixement demogràfic que continua durant tot el segle xix, continuant fins a la dècada del 1940-1950, en què es va registrar un espectacular creixement humà. Això va implicar la ruptura de la trama medieval existent, amb la desaparició de restes del recinte emmurallat.

## Descripció
El castell té una superfície de gairebé 9 000 m². El recinte emmurallat consistia en un perímetre de 1.162 metres de longitud, que tanca una àrea de 65.081 m². La seva planta era irregular, amb sòlids murs de tres metres d'amplada i quatre torres defensant els seus cantons, de la qual només queden vestigis de la situada a l'angle nord-est. Sembla que tenia una sola porta d'accés, orientada al migdia.
El castell que ocupava el centre de la població va ser demolit entre els anys 1976 i 1977. A causa de la servitud d'ús sobre la coberta de la torre nord-est que posseïa la confrontant parcel·la situada a la plaça del Castell 7, va ser respectada la mateixa. La torre és de planta quadrangular, i presenta al seu interior una dependència única. A uns 185 cm del nivell del sòl s'observen els allotjaments de les quatre bigues de fusta d'un forjat intermedi que dividia en dos el volum interior de la torre. Aquest forjat ha desaparegut. La terrassa superior descansa sobre una volta de canó. A la meitat del seu eix té un arc faixó de ferradura d'uns 70 cm d'amplada i 23 cm de ressalt, les arrencades se situen en els paraments oest i est a uns 435 cm del nivell del sòl actual. La clau de l'arc està a 645 cm del mateix nivell. Els murs tenen un gruix de 260 cm. Es conserven dos tosques perforacions en el mur de 73 cm d'amplada i 140 cm d'altura les quals es tancaven amb robustos portes de fusta reforçada per gruixudes platines de ferro forjat i claus. La porta del portal inferior està exposat al museu etnològic municipal. Des de la terrassa de la torre s'aprecia l'arrencada a angle recte del drap de muralla que recorria el tram comprès entre la torre conservada i una desapareguda torre octogonal situada al sud-est del castell. En l'actualitat la torre no es pot veure des de l'exterior, ja que està absorbida pels edificis del carrer del Músic Plasencia, de la plaça del Castell i per l'edifici de nova planta del Centre d'Instrucció Cultural i Musical de la Unió Musical de Benaguasil, que ha ocupat el solar de l'antic castell. El seu ús actual és el de magatzem de la societat musical. Es conserven uns esgrafiats que reprodueixen creus de formes variades i puntes d'armes llancívoles. Aquests dibuixos semblen haver estat realitzats per pressió sobre la superfície encara tova del morter sense forjar. Les parets on es troben aquests dibuixos corresponen a les parets de la dependència situada sobre el calabós, però sense comunicació amb ell. En ella va poder estar el dipòsit d'armes esmentat en documents del segle xv. Es conserva una de les torres del castell, juntament amb un petit tram de muralla, la resta va ser demolit.